# Cha Seung-won
Cha Seung-won (차승원?; Anyang, 7 giugno 1970) è un attore e modello sudcoreano.
Dopo aver svolto la professione di modello negli anni ottanta e novanta, è divenuto noto nel mondo del cinema grazie a una serie di film comici quali Silla ui dalbam, Gwangbokjeol teuksa, Seonsaeng Kim Bong-du e Gwisin-i sanda. Cimentatosi poi con successo anche in altri generi, come nel thriller storico Hyeolui nu o nel melodramma Adeul, in televisione è divenuto noto per le sue interpretazioni in Bodyguard, City Hall e Choego-ui sarang.

## Biografia
Nativo di Anyang, frequenta l'Università di Sungkyunkwan ma decide di interrompere i propri studi per iniziare una carriera da modello nel 1988. Nel 1997 entra a far parte della serie televisiva New York Story, per poi compiere il suo debutto cinematografico con Holiday in Seoul l'anno seguente.

## Filmografia

### Attore

#### Cinema
- Holiday in Seoul (홀리데이 인 서울), regia di Ui-seok Kim (1997)
- Haega seojjog-eseo tteundamyeon (해가 서쪽에서 뜬다면), regia di Lee Eun (1998)
- Jagwimo (자귀모), regia di Lee Kwang-hoon (1999)
- Juyuso seubgyuksageun (주유소 습격사건), regia di Kim Sang-jin (1999)
- Segimal (세기말), regia di Song Neung-han (1999)
- Shinhon yeohaeng (신혼여행), regia di Na Hong-Kyun (2000)
- Libera Me (리베라 메), regia di Yang Yun-ho (2000)
- Silla ui dalbam (신라의 달밤), regia di Kim Sang-jin (2001)
- Laiteoreul kyeora (라이터를 켜라), regia di Jang Hang-jun (2002)
- Gwangbokjeol teuksa (광복절 특사), regia di Kim Sang-jin (2002)
- Seonsaeng Kim Bong-du (선생 김봉두), regia di Jang Kyu-sung (2003)
- Gwisin-i sanda (귀신이 산다), regia di Kim Sang-jin (2004)
- Yeoseonsaeng vs. yeojeja (여선생 VS 여제자), regia di Jang Kyu-sung (2004)
- Hyeolui nu (혈의 누), regia di Kim Dae-seung (2005)
- Baksu-chiltae deonara (박수칠때 떠나라), regia di Jang Jin (2005)
- Gukgyeong-ui namjjok (국경의 남쪽), regia di Ahn Pan-seok (2006)
- Yijang-gwa gunsu (이장과 군수), regia di Jang Jyu-sung (2007)
- Adeul (아들), regia di Jang Jin (2007)
- Nuneneun nun ieneun i (눈에는 눈 이에는 이), regia di Ahn Gwon-tae e Kwak Kyung-taek (2008)
- Secret (시크릿), regia di Yoon Jae-goo (2009)
- Gureumeul beoseonan dalcheoreom (구름 을 벗어난 달처럼), regia di Lee Joon-ik (2010)
- Pohwa sogeuro (포화 속으로), regia di John H. Lee (2010)
- Ahbuwei wang (아부의 왕), regia di Jung Seung-Gu (2012)
- Tacchi alti (하이힐), regia di Jang Jin (2014)
- Gosanja: dae-dong-yeo ji-do (고산자, 대동여지도), regia di Kang Woo-suk (2016)
- Believer 2, regia di Baek Jong-yeol (2023)
- Guerra e rivolta, regia di Kim Sang-man (2024)
- No Other Choice (어쩔 수가 없다?, Eojjeol suga eopdaLR), regia di Park Chan-wook (2025)

#### Televisione
- Bodyguard (보디가드) – serie TV (2003)
- City Hall (시티홀) – serie TV (2009)
- Athena - Jeonjaeng-ui yeosin (아테나: 전쟁의 여신) – serie TV (2010)
- Choego-ui sarang (최고의 사랑) – serie TV (2011)
- Neohuideur-eun po-widwaetda (너희들은 포위됐다?) – serie TV, 20 episodi (2014)
- Hwajeong (화정) – serie TV (2015)
- Hwayugi (화유기) – serie TV (2017)
- Our Blues - Vite intrecciate – serie TV (2022)
- La valigia (트렁크?, TeureongkeuLR) – serie TV (2024)
- Mercy for None (광장?) – serie TV (2025)

### Doppiatore
- Minions, regia di Pierre Coffin e Kyle Balda (2015) (doppiaggio sudcoreano)